# Carlos Luzietti
Carlos Luzietti (Buenos Aires, 2 de mayo de 1936) es un actor, productor, autor y traductor argentino.
Coprotagonizó “Asi es la vida” (año), junto a Luis Sandrini, Susana Campos y Ángel Magaña. Recibió un Martín Fierro al mejor programa de comedia del año en (1990) por Stress, protagonizado por Doris del Valle y Emilio Disi. También recibió el Gallo de Oro a la mejor dirección por la comedia Cuando florece el corazón, protagonizada por María Concepción Cesar y Enrique Liporace, premio otorgado por la críticoa de la provincia de Buenos Aires.

## Vida
Hijo de Atilio Luzietti y Lina Tamanini, quienes le inculcaron todo lo relacionado al arte, estudió desde pequeño música, piano, y cine. 
Luego de sus estudios secundarios en la Escuela Nacional de Comercio Hipólito Irigoyen, se inscribió en la escuela de teatro del seminario dramático del Teatro Nacional Cervantes, donde estudió junto a Rodolfo Graciano, Rodolfo Bebán y Guillermo Bredeston. Finalizados sus estudios, continuó en el Conservatorio Nacional de Arte Escénico (hoy Escuela Nacional de Arte Dramático), forjando una entrañable amistad con Gilda Lousek y Marta Bianchi.

## Teatro y televisión
En la década del 50’ tiene sus primeros comienzos como actor en el primer ciclo de teatro leído, dirigido por Boyce Díaz Ulloque, con los actores Alfredo Alcón, Ernesto Blanco, India Ledesma, Violeta Antier y Pepe Soriano, entre otros.

## Trabajo en el exterior
En 1962, se radicó en Madrid, España, trabajando en calidad de modelo para marcas como Renault, Rexona, Camisas Tervilor, etc, mientras seguía trabajando como actor. Fue convocado para la película Los europeos de Berlanga, pero por problemas personales tuvo que volver a la Argentina y retomar su carrera en el país.

## Enlaces externos

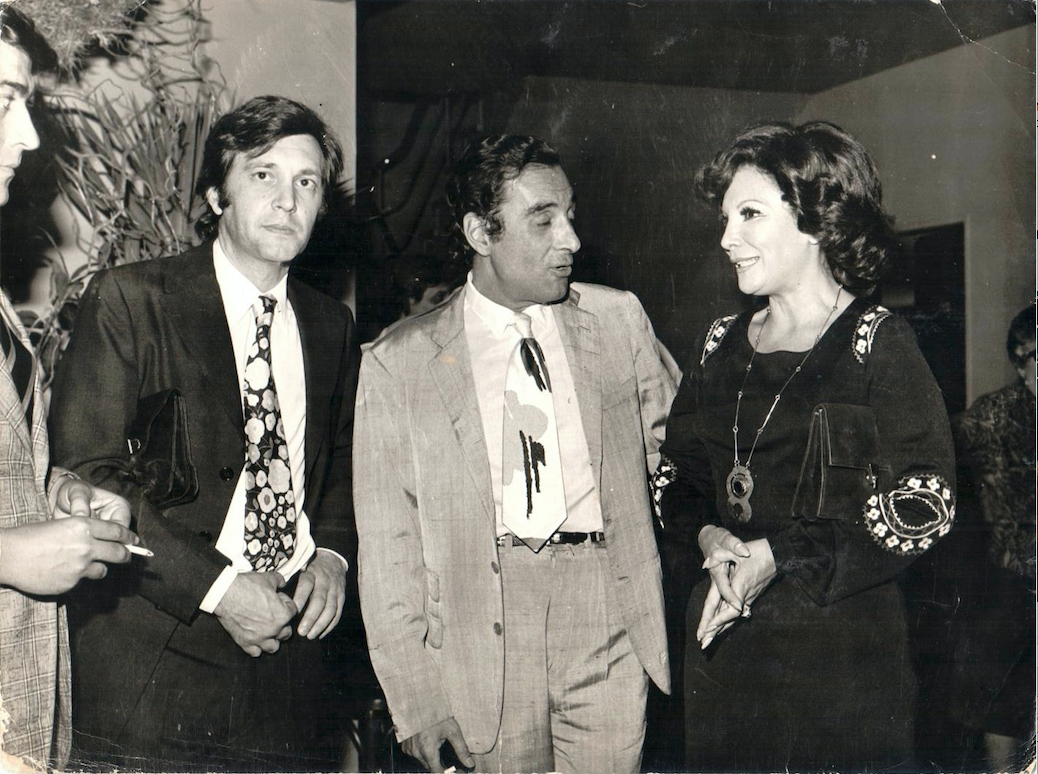
Adolfo García Grau, Darío Vitori, Luis Sandrini, Susana Campos, Claudia Carpena, María Ángeles Ibarreta en "Asi es la vida" película argentina.
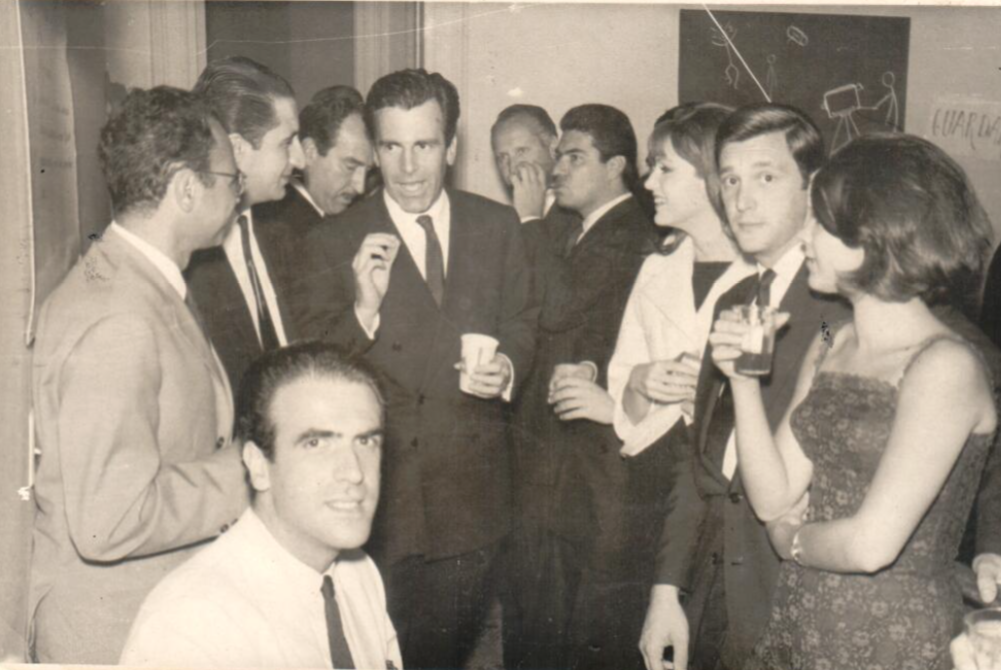
Carlos Luzietti, Maximilian Shell y Catherine Spak en el festival internacional de Mar del Plata
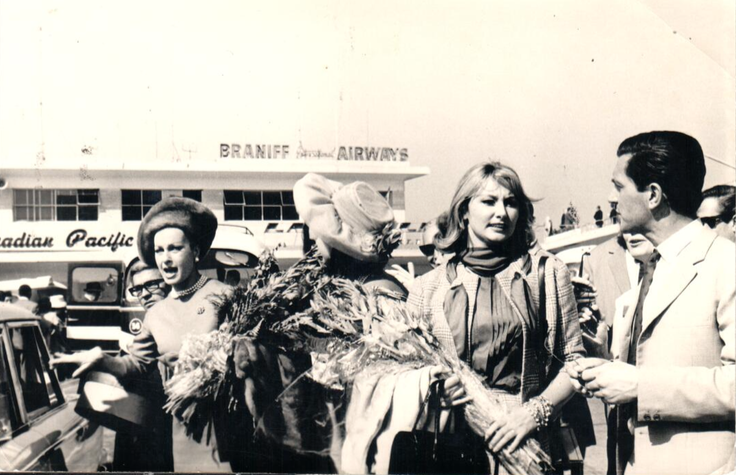
Película "Un italiano en Argentina" Carlos Luzietti y Silvana Pampanini
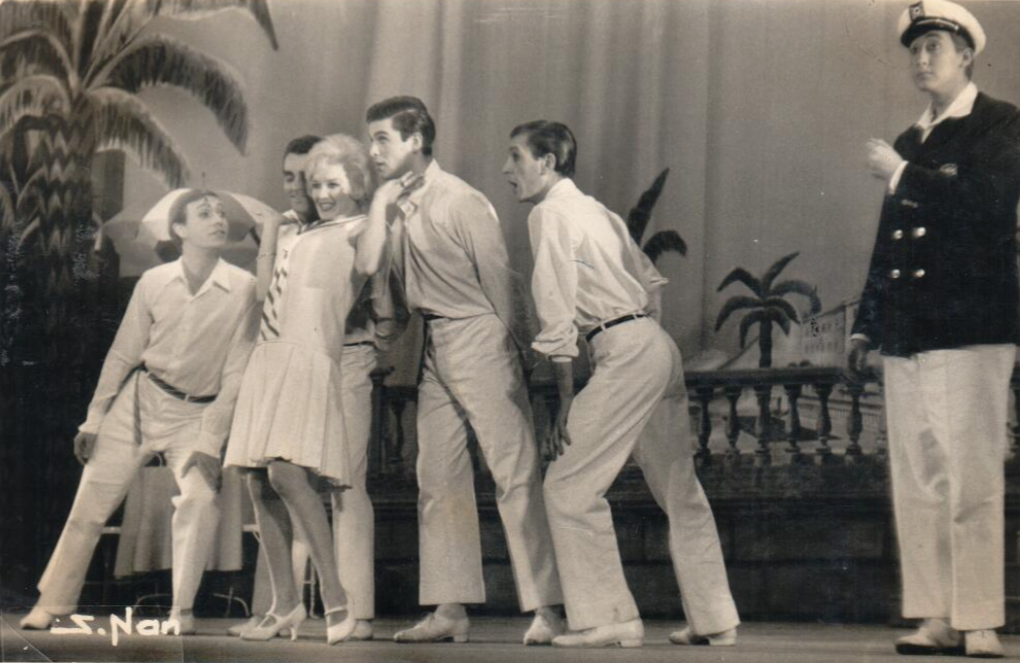
Carlos Luzietti, Luis Brandoni, Mariquita Galleros, Luis Aguile en la Comedia Musical "El novio" en 1962.
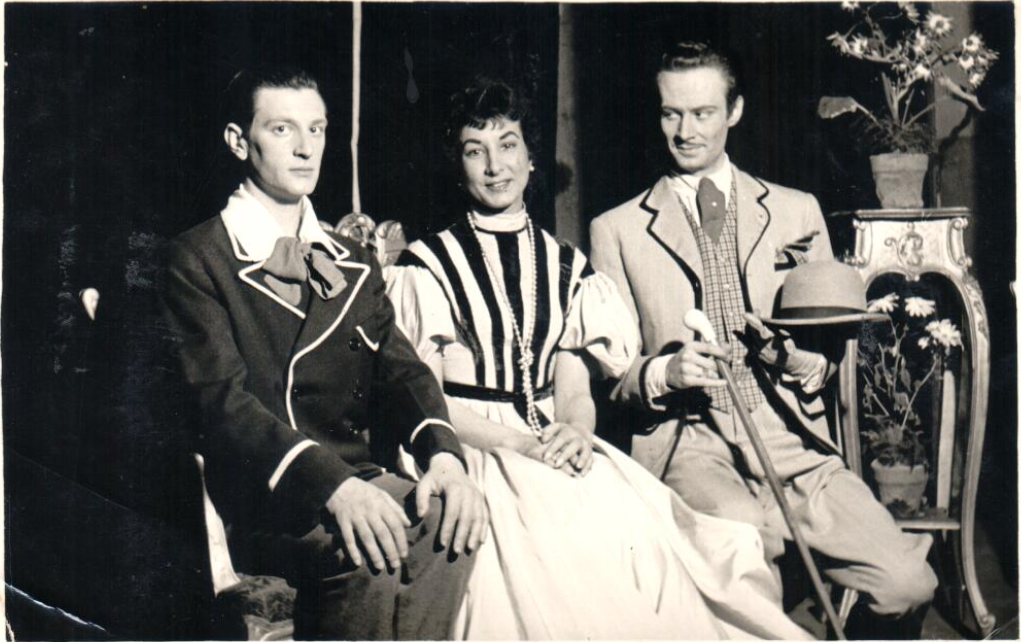
Giani lunadei, Vita Vani y Carlos Luzietti haciendo teatro italiano en el Teatro Empir
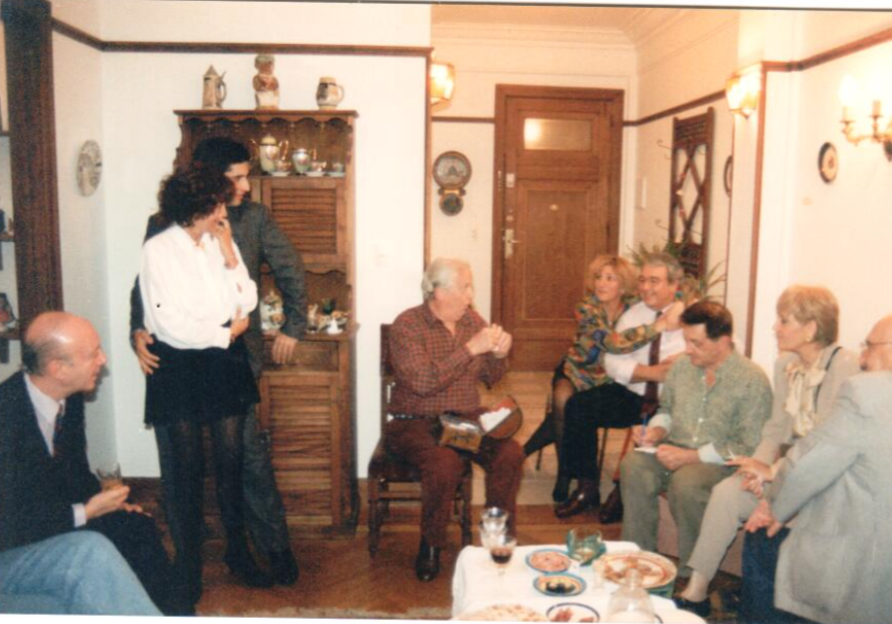
Reunión de elenco; Analía Gade, Diulio Marzio, Mario Vanarelli y Carlos Luzietti